# Geotastic
Geotastic é um jogo de geografia free-to-play crowdfunding disponível na web e desenvolvido por Eduard But, um web designer e desenvolvedor front-end alemão, lançado em 19 de outubro de 2020.

## Jogabilidade
O jogo usa um local semi-randomizado do Google Street View e sobrevive de doações dos jogadores, os quais ganham algumas funções extras quando doam, possui singleplayer e multiplayer, além de 5 diferentes modos de jogos: Random Drop (Modo Normal), Country Battle Royale (O último jogador a sobreviver ganha), Popular Landmarks (Imagens em 360° de locais famosos ao redor do mundo), Fun with Flags (Jogo das Bandeiras) e Satellite City Pinpointing (Imagens de Satélite). O objetivo principal do jogo é que os jogadores adivinhem sua localização no mundo usando apenas as pistas visíveis, semelhante ao GeoGuessr.

## Desenvolvimento
Em julho de 2021 o jogo contava com aproximadamente 145 mil usuários registrados, atingindo seu pico de popularidade até aquele momento e estabelecendo uma média mensal maior que 400 mil visitas, em outubro um evento beneficente em comemoração ao primeiro aniversário do jogo conseguiu arrecadar mais de mil euros em doações para instituições de reflorestamento da Amazônia e proteção animal, em novembro foi um dos jogos oficiais de um evento eSport promovido pela cidade alemã de Wiesbaden, já em dezembro o jogo alcançou mais de 6 mil horas de lives na Twitch e cerca de 2600 usuários na comunidade oficial do Discord, além da sua primeira parceria com a wetter.de, empresa de meteorologia pertencente ao Grupo RTL.
Em fevereiro de 2022 o jogo ganhou o modo "State Streak" que consiste em adivinhar o local selecionando a província correta, inicialmente esse modo estava limitado a apenas alguns países, entre eles os estados do Brasil, já no mês de março foi lançado o modo multiplayer "Instinct Pinpointing Duel", em abril foi a vez do modo "Satellite City Pinpointing" que consiste em adivinhar o local pelas imagens de satélites e o "Community Map", em maio foram adicionadas propagandas ao Geotastic com intuito de diminuir os custos gerais da API do Google Street View no desenvolvimento do jogo e foi parte de um evento da Rocket Beans TV, em junho o jogo ultrapassou 400 mil contas registradas, já em outubro no aniversário de dois anos do jogo, ocorreu um outro evento beneficente, novamente arrecadando mil euros em doações ao projeto "Viva con Agua", além da adição do modo Highscore Hunt, novos Elo's e métodos anti-cheat no modo online.
No início de 2024, o jogo recebeu o modo de advinhar os hinos nacionais e os brasões de armas. Em junho do mesmo ano, Geotastic alcançou a marca de 1,5 milhões de usuários registrados, com mais de 25 mil doações recebidas desde a criação do jogo, até esse momento cerca de 1,2% das contas registradas eram de apoiadores. Em novembro foi lançado o novo modo rankeado com a mecânica de levels e recompensas, além da adição dos tokens gacha que podem ser trocados por diversos itens personalizados para o seu perfil no jogo, esses itens ficam salvos em seu inventário.